# Китано, Сэйя
Сэйя Китано (2 августа 1997 года, Япония) — японский футболист, играющий на позиции нападающего. Ныне выступает за польский клуб «Погонь».

## Карьера
Китано является воспитанником японского клуба «Нагоя Грампус». В 2015 году переехал в Польшу, подписав трёхлетний контракт с клубом «Погонь». Выступал за молодёжную команду, с сезона 2016/2017 — игрок основной команды. 16 июля 2016 года дебютировал в польском чемпионате в поединке против краковской «Вислы», появившись на поле на 88-й минуте вместо Матеуша Матраса. 20 августа в поединке против «Пяста» забил свой первый профессиональный гол.